# Twój Styl
Twój Styl – miesięcznik dla kobiet wydawany w Polsce przez Wydawnictwo Bauer.

## Historia
Pierwszy numer pisma ukazał się na przełomie lipca i sierpnia 1990. Pierwszą redaktor naczelną przez blisko 12 lat była Krystyna Kaszuba, kolejnymi Anna Achmatowicz i Jolanta Pieńkowska. Od numeru 2/2008 red. nacz. jest Jacek Szmidt.
Od 1991 czytelniczki Twojego Stylu wybierają „Kobietę Roku”; jako pierwsza nagrodę tę otrzymała  Rzecznik Praw Obywatelskich Ewa Łętowska. W drugiej połowie lat 90. miesięcznik był na polskim rynku prasowym jednym z inicjatorów nowego standardu społecznej edukacji mającej uświadomiać zagrożenia rakiem piersi u kobiet. Z miesięcznikiem współpracują znani publicyści: Agata Passent, Krystyna Kofta i inni.
W październiku 2016 ukazał się pierwszy numer pisma „Twój Styl Man” – mutacji czasopisma przeznaczonej dla mężczyzn.